# Onde tropicale

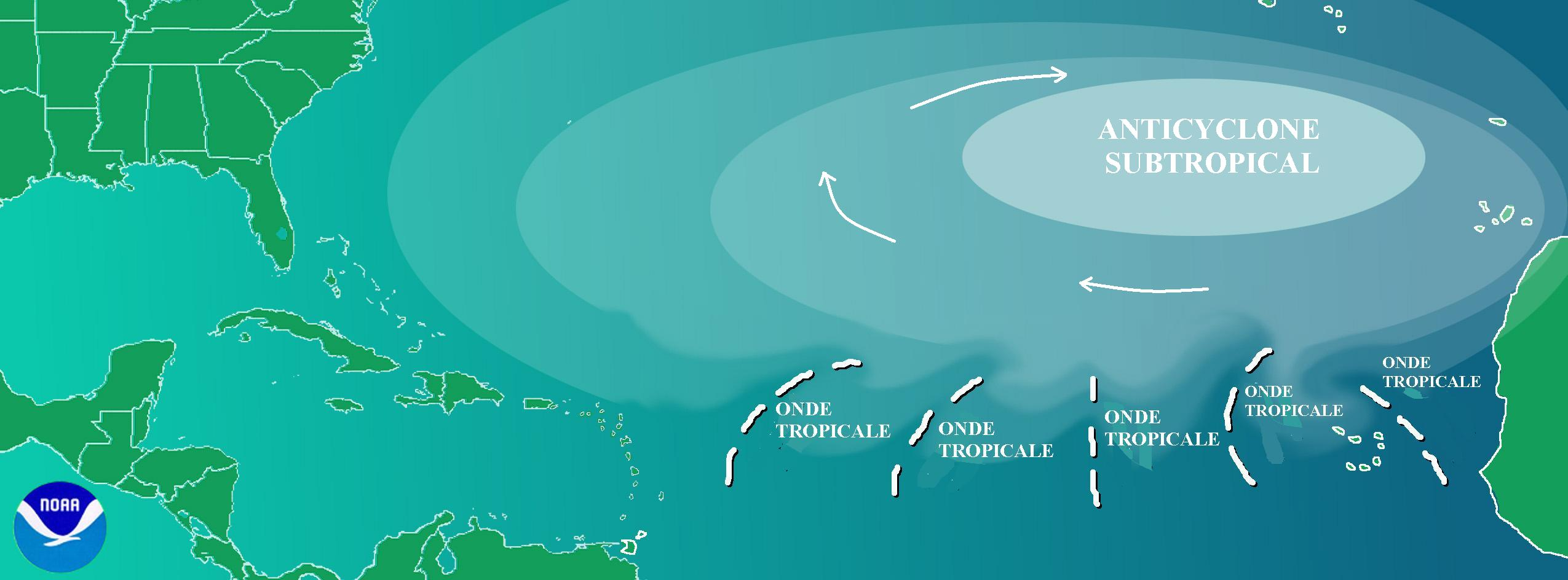
Diagramme du principe des ondes tropicales

Une onde tropicale est un creux barométrique (ou talweg) des tropiques qui peut mener à la formation de cyclones tropicaux. Ce creux dans l'écoulement rectiligne de l'air prend naissance lorsque la zone de convergence intertropicale remonte vers le pôle en été dans un hémisphère.
Cela se produit d'avril/mai à octobre/novembre dans l'Atlantique au large de l'Afrique, et dans le Pacifique au large de la côte d'Amérique centrale,. Dans l'hémisphère sud, la production d'ondes tropicales arrive durant l'été austral au large des côtes occidentales de diverses masses de terre.
L'onde tropicale est typiquement orientée Nord-Sud, et se déplace d'est en ouest, avec parfois une légère composante Nord, en glissant sur le flanc équatorial d'un anticyclone subtropical. Leur déplacement suit les alizés.

## Description

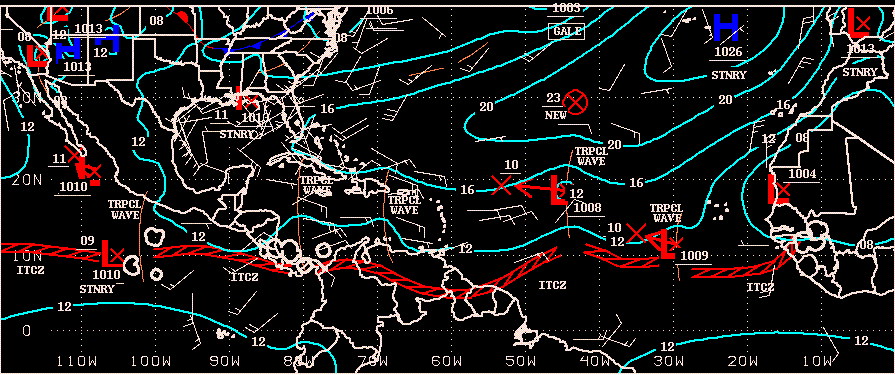
Carte de surface montrant la zone de convergence intertropicale en rouge (ITZC), 5 ondes tropicales (trpcl. waves) en marron. Les isobares sont en hectopascals (12=1012, 14=1014,16=1016,...), les anticyclones sont notés H et les dépressions L

Une onde tropicale est un creux barométrique tropical. Les isobares, lignes d'égale pression, sont donc ouverts. En fait, les basses pressions de l'équateur météorologique font irruption dans les hautes pressions (anticyclones) subtropicales.
Prenons l'exemple du bassin atlantique où les ondes se produisent entre la zone de convergence intertropicale et l'anticyclone des Açores. La perturbation induite par les ondes tropicales sert de point de départ à une activité convective. Cependant, l'onde étant étirée du Sud au Nord, il n'existe pas réellement de centre au phénomène. Ces ondes ont pour origine l'instabilité du courant-jet africain d'Est et concentrent l'activité orageuse qui accompagne la mousson en Afrique. Les ondes tropicales correspondent en effet à des zones de convergence où vient s'agglutiner l'activité orageuse.
La carte de droite, tirée du site du National Weather Service américain, montre la zone de convergence intertropicale marquée par une zone de basses pressions délimitée par l'isobare 1012 hectopascals. Au sud, cet isobare est uniformément courbe autour de 0° (équateur géographique). Au nord, l'isobare situé par 10° environ de latitude Nord, montre de multiples ondulations. Ce sont des creux barométriques, soulignés par les arcs de couleur marron. Ces creux sont les ondes tropicales. Ces creux affectent l'anticyclone des Açores, en faisant remonter par endroits l'isobare 1016.

## Modèles

### Modèle de Rhiel
Il s'agit d'un modèle avec un creux inversé en surface, et incliné vers l'est en altitude. La convergence se produit donc à l'arrière de l'onde, la divergence à l'avant. Il y a un changement notable de la direction du vent au passage de l'axe de l'onde. C'est un modèle dit « classique » car c’est l’un des premiers modèles à avoir été mis au point pour les Caraïbes orientales. Riehl et ses collaborateurs ont utilisé des données en altitude provenant des Caraïbes et retracé le mouvement des centres isallobariques à travers l'Atlantique Ouest et la mer des Caraïbes pendant l'été. Ces centres se sont avérés accompagnés d’oscillations ondulatoires se déplaçant vers l’ouest dans le courant de base de l’est, dans la basse troposphère. C'est pourquoi le nom d'onde a été donné au modèle.

### Modèle en V inversé
Le prochain modèle en V inversé de Frank décrit l'onde comme étant une superposition de bandes nuageuses en V inversé, parallèles à l'équateur et perpendiculaires à l'axe de l'onde. Ceci est basé sur un travail effectué par Neil Frank dans les années 1960, publié dans un article de 1968. L'imagerie satellitaire a été utilisée pour examiner la nébulosité associée à certains systèmes de l'Atlantique au cours des années 1960. On a constaté que la nébulosité associée à certains systèmes était organisée en bandes qui semblaient être arrangées avec un motif ressemblant à une série imbriquée de V inversés,.

### Modèle conceptuel des ondes d'Est africaines
De mai à octobre, ce sont phénomènes météorologiques dominant en Afrique de l'Ouest, avec un pic d'intensité de mi-juin à mi-septembre. Elles se forment sur le continent, généralement entre 15 et 30 °E, puis évoluent entre 5°N et 30°N en direction de l'océan Atlantique. Plus complexe que les modèles précédents, le modèle conceptuel des ondes d'est africaines  comporte un tourbillon de surface au sud du courant-jet africain d'Est, un tourbillon de surface au nord du courant-jet et un centre d'altitude, vers 700 ou 850 hPa. Un élément central entretenant ces ondes est le jet d'est africain qui induit un gradient méridional de vorticité potentielle. Les ondes d'Est africaines n’ont généralement pas de tourbillon de surface associé jusqu’à ce qu’ils atteignent la côte africaine, leur amplitude et intensité maximales survenant près de la côte. La majorité de ces systèmes ont tendance à s'affaiblir quelque peu à mesure qu'ils progressent vers l'ouest depuis la côte africaine, même s'ils peuvent s'intensifier dans l'Atlantique et la mer des Caraïbes et devenir des cyclones tropicaux.

## Formation d'une tempête tropicale
La différence entre une onde tropicale et une dépression tropicale peut paraître minime, mais a son importance. Dans le second cas, les isobares sont fermés et l'activité orageuse se concentre donc au centre du phénomène. Cette différence a pour conséquence qu'une dépression tropicale est un phénomène ayant plus de potentiel. En effet, elle peut continuer à se creuser au cours de son existence et devenir un ouragan majeur. On parle aussi de cyclone tropical, terme général qui désigne simplement une dépression à circulation fermée (justifiant le mot cyclone) ayant une convection profonde (justifiant le mot tropical), par opposition à onde tropicale.
Techniquement parlant, une distinction est faite entre une dépression tropicale, qui soutient des vents à moins de 34 nœuds, et une tempête tropicale qui soutient des vents à plus de 35 nœuds. Dans une cyclogenèse tropicale normale, une onde tropicale devient d'abord une dépression avant que la dépression ne devienne tempête puis ouragan (typhon ou cyclone dans d'autres bassins océaniques). Cependant, une onde solidement organisée et qui ne s'affaiblit pas lors de la fermeture de sa circulation, peut directement passer au stade de tempête, comme dans le cas de la tempête tropicale Dean (2001).

## Point d'intérêt
Les statistiques montrent que dans le bassin Atlantique Nord, 60 % des tempêtes tropicales et ouragans mineurs, ainsi que 85 % des ouragans majeurs (catégorie 3 ou plus sur l'Échelle de Saffir-Simpson) sont issus d'ondes tropicales. Pour l'instant, on estime que le nombre d'ondes tropicales qui émergent de l'Afrique est d'une soixantaine annuellement, qu'elles durent de 3 à 4 jours et ont une longueur d'onde de 2 000 à 2 500 km. Il semble que leur nombre n'a pas d'influence sur la saison cyclonique en Atlantique ou dans l'est du Pacifique.
Cependant, l'organisation de ces ondes semble avoir son importance. Par exemple, l'ouragan Isabel est issu d'une onde qui trouve son origine sur les plateaux d'Éthiopie, et qui a émergé dans l'Atlantique bien organisée. Isabel est donc apparu très à l'est sur l'Atlantique, et a profité de traverser l'Atlantique sur toute sa largeur pour se renforcer (voir le lien en bas de page). À l'heure actuelle, rien n'est sûr, mais des recherches sont en cours sur les orages africains pour mieux appréhender les saisons cycloniques.
El Niño a aussi son importance. En effet, il bouleverse le schéma habituel de circulation de vents. Le renforcement et la descente plus au sud du courant-jet subtropical d'ouest en est a une influence négative sur la cyclogenèse tropicale dans l'Atlantique Nord. Il augmente fortement le cisaillement du vent vertical. Ceci est tout particulièrement vrai pour les ondes tropicales qui sont alors quasiment dans une dynamique contraire au courant-jet. La saison cyclonique 2002 dans l'océan Atlantique Nord et la saison cyclonique 1997 dans l'océan Atlantique Nord en sont deux illustrations.
La Niña, au contraire, repousse plus au nord le courant-jet subtropical, laissant le champ libre aux ondes tropicales. Un exemple est la saison cyclonique 1999 dans l'océan Atlantique Nord, qui fut particulièrement violente.

### `Liens externes
- « Foire aux questions par Météo-France » (version du 6 mars 2007 sur Internet Archive) (Nouvelle-Calédonie), traduction du site de NOAA.
- (en) « Parcours d'Isabelle », NASA.